# Erzbistum Belgrad
Das Erzbistum Belgrad (lat.: Archidioecesis Belogradensis) ist eine in Serbien gelegene römisch-katholische Erzdiözese mit Sitz in Belgrad.

## Geschichte
Das Erzbistum Belgrad wurde im 9. Jahrhundert als Bistum Belgrad errichtet.
Als Belgrad 1521 unter osmanische Herrschaft kam, wurden Apostolische Administratoren ernannt. Ab 1647 waren sie auch für das Bistum Smederevo zuständig. Am 23. Dezember 1729 wurden die beiden Bistümer dann vereinigt. Ab 1737 geriet Belgrad wieder unter osmanische Herrschaft und laut De Rosa und Cracco hatten die Bischöfe nur noch den Titel.
Am 29. Oktober 1924 wurde das Bistum Belgrad durch Papst Pius XI. zum Erzbistum erhoben und wieder mit einem regulären Bischof besetzt. Am 16. Dezember 1986 errichtete Papst Johannes Paul II. die Kirchenprovinz Belgrad und machte Belgrad zum Metropolitansitz.

## Gliederung
- Dekanat Belgrad
  - Pfarrei Christus König (Krist Kralj), Belgrad
  - Pfarrei St. Antonius von Padua (Sv. Antun), Belgrad
  - Pfarrei St. Cyrill und Method (Sv. Ćiril i Metod), Belgrad
  - Pfarrei St. Josef der Arbeiter (Sv. Josip Radnik), Belgrad
  - Pfarrei St. Peter (Sv. Petar), Belgrad
  - Kathedralpfarrei Mariä Himmelfahrt (Uznesenje Bl. Dj. Marije), Beograd
  - Pfarrei St. Johannes der Täufer (Sv. Ivan Krstitelj), Smederevo
  - Pfarrei St. Anna (Sv. Ana), Šabac
  - Pfarrei Hl. Familie (Sv. Obitelj), Valjevo
- Dekanat Niš
  - Pfarrei Hl. Kreuz (Uzvišenje svetoga Križa), Niš
  - Pfarrei St. Barbara (Sv. Barbara), Ravna Reka
  - Pfarrei St. Josef (Sv. Josip), Kragujevac
  - Pfarrei St. Georg (Sv. Juraj), Zaječar
  - Pfarrei St. Ludwig (Sv. Ljudevit), Bor
  - Pfarrei St. Michael (Sv. Mihael Arkanđel), Kraljevo
  - Pfarrei Hl. Mutter Teresa von Kalkutta (Sv. Majka Terezija iz Kalkute), Aleksinac
  - Pfarrei St. Leopold Mandić (Sv. Leopold Mandić), Jagodina